# Prémontré
Ne doit pas être confondu avec Prémontrés.
Prémontré est une commune française du département de l'Aisne, située dans la région des Hauts-de-France.

## Géographie

### Localisation
Prémontré occupe un vallon niché dans le massif forestier de Saint-Gobain. Laon est à 17 km à l'est, Soissons se trouve environ à la même distance au sud, Chauny est au nord.

### Hydrographie

#### Réseau hydrographique
La commune est située dans le bassin Seine-Normandie. Elle est drainée par le ru de Bordet,.

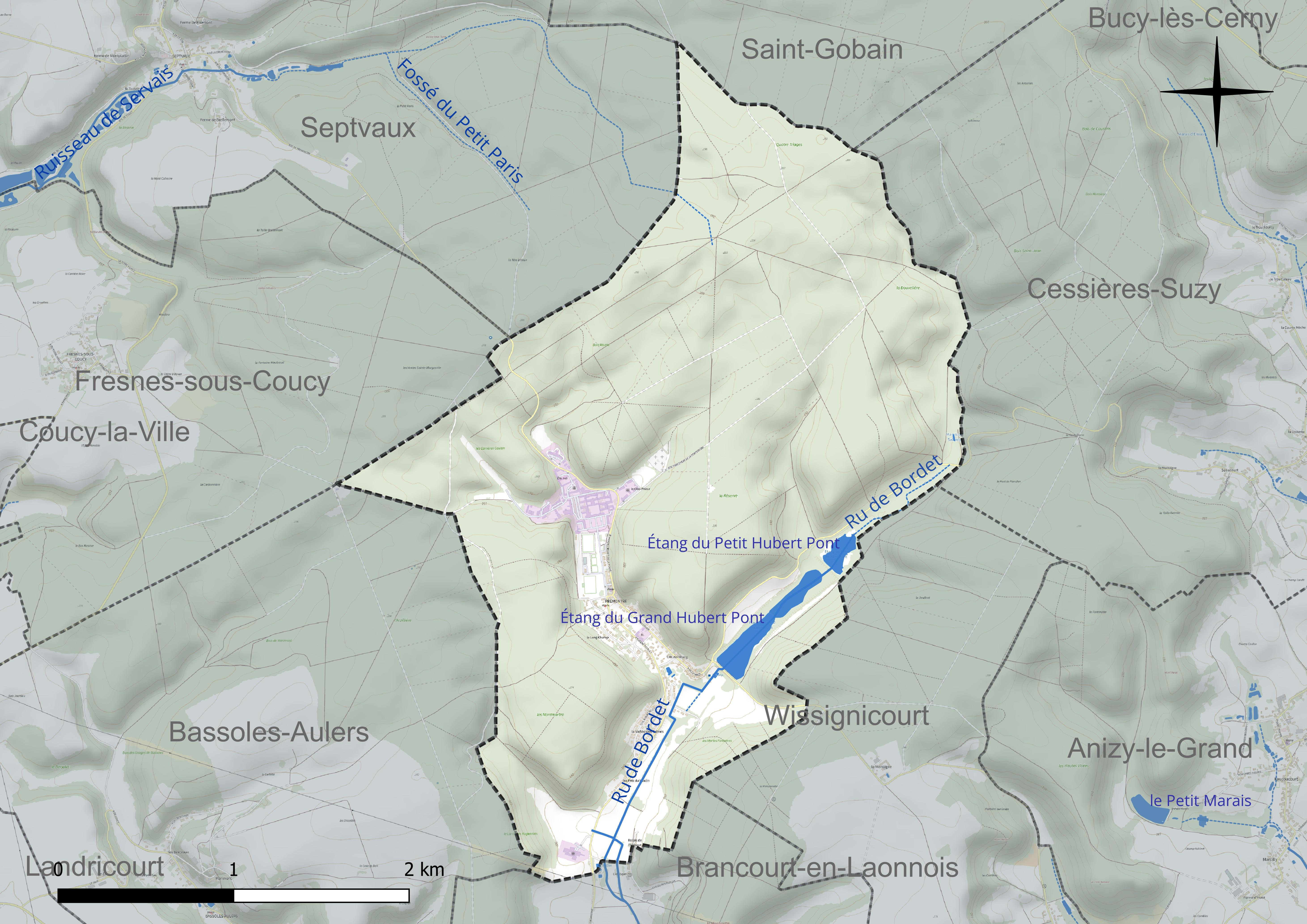
Réseau hydrographique de Prémontré.

Deux plans d'eau complètent le réseau hydrographique : l'étang du Grand Hubert Pont (7,5 ha) et l'étang du le Petit Hubert Pont (2,2 ha),.

#### Gestion et qualité des eaux
Le territoire communal est couvert par le schéma d'aménagement et de gestion des eaux (SAGE) « Oise moyenne ». Ce document de planification concerne un territoire de 1 013 km2 de superficie, délimité par le bassin versant de l'Oise moyenne. Le périmètre a été arrêté le 24 avril 2017 et le SAGE est, en 2024, encore en élaboration. La structure porteuse de l'élaboration et de la mise en œuvre est le syndicat mixte du SAGE Oise-Moyenne (SMOM).
La qualité des cours d'eau peut être consultée sur un site spécial géré par les agences de l'eau et l'Agence française pour la biodiversité.

### Climat
Pour des articles plus généraux, voir Climat des Hauts-de-France et Climat de l'Aisne.
En 2010, le climat de la commune est de type climat océanique dégradé des plaines du Centre et du Nord, selon une étude du CNRS s'appuyant sur une série de données couvrant la période 1971-2000. En 2020, Météo-France publie une typologie des climats de la France métropolitaine dans laquelle la commune est exposée à un climat océanique altéré et est dans la région climatique Nord-est du bassin Parisien, caractérisée par un ensoleillement médiocre, une pluviométrie moyenne régulièrement répartie au cours de l'année et un hiver froid (3 °C).
Pour la période 1971-2000, la température annuelle moyenne est de 10,3 °C, avec une amplitude thermique annuelle de 15 °C. Le cumul annuel moyen de précipitations est de 755 mm, avec 12,3 jours de précipitations en janvier et 8,8 jours en juillet. Pour la période 1991-2020, la température moyenne annuelle observée sur la station météorologique la plus proche, située sur la commune d'Aulnois-sous-Laon à 16 km à vol d'oiseau, est de 11,0 °C et le cumul annuel moyen de précipitations est de 685,6 mm,. Pour l'avenir, les paramètres climatiques de la commune estimés pour 2050 selon différents scénarios d'émission de gaz à effet de serre sont consultables sur un site spécial publié par Météo-France en novembre 2022.

## Urbanisme

### Typologie
Au 1er janvier 2024, Prémontré est catégorisée commune rurale à habitat dispersé, selon la nouvelle grille communale de densité à 7 niveaux définie par l'Insee en 2022.
Elle est située hors unité urbaine et hors attraction des villes,.

### Occupation des sols
L'occupation des sols de la commune, telle qu'elle ressort de la base de données européenne d'occupation biophysique des sols Corine Land Cover (CLC), est marquée par l'importance des forêts et milieux semi-naturels (87,3 % en 2018), une proportion identique à celle de 1990 (87,3 %). La répartition détaillée en 2018 est la suivante : 
forêts (80,7 %), zones urbanisées (7,8 %), milieux à végétation arbustive et/ou herbacée (6,6 %), terres arables (4,9 %).
L'évolution de l'occupation des sols de la commune et de ses infrastructures peut être observée sur les différentes représentations cartographiques du territoire : la carte de Cassini (XVIIIe siècle), la carte d'état-major (1820-1866) et les cartes ou photos aériennes de l'IGN pour la période actuelle (1950 à aujourd'hui).

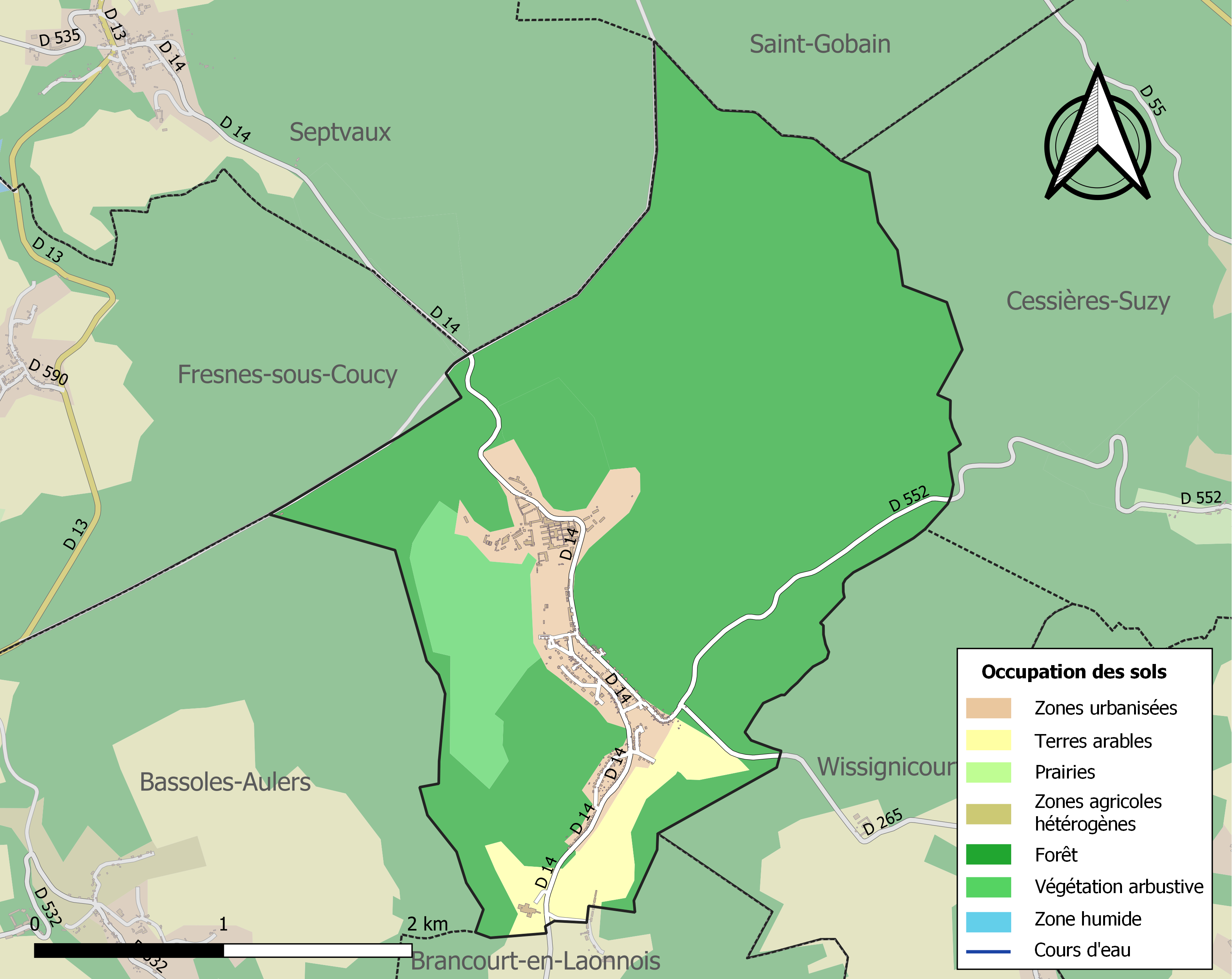
Carte de l'occupation des sols de la commune en 2018 (CLC).

## Toponymie
Le nom de la localité est attesté sous les formes Premonstratum (1120) ; Pratum-Monstratum (1140) ; Prémonstré (1219) ; Prémoustré (1274) ; Premonstret (1292) ; Presmoustré (1588).
De pratum monstratum (« pré découvert, essarté »), lieu-dit « Presmontré », site offert au XIIe siècle à Norbert de Xanten pour y fonder sa communauté. Selon la légende et l'abbé Ernest Nègre, le toponyme serait issu de l'adjectif de la langue d'oïl prémontré « ( lieu ) montré à l'avance » (Saint Norbert disait que l'emplacement de l'abbaye lui avait été désigné par dieu, ce toponyme va servir de nom au nouvel ordre religieux qu'il fonde là).

## Politique et administration

### Découpage territorial
La commune de Prémontré est membre de la communauté de communes Picardie des Châteaux, un établissement public de coopération intercommunale (EPCI) à fiscalité propre créé le 1er janvier 2017 dont le siège est à Pinon. Ce dernier est par ailleurs membre d'autres groupements intercommunaux.
Sur le plan administratif, elle est rattachée à l'arrondissement de Laon, au département de l'Aisne et à la région Hauts-de-France. Sur le plan électoral, elle dépend du  canton de Laon-1 pour l'élection des conseillers départementaux, depuis le redécoupage cantonal de 2014 entré en vigueur en 2015, et de la première circonscription de l'Aisne  pour les élections législatives, depuis le dernier découpage électoral de 2010.

### Administration municipale
| Période                                  | Période                       | Identité       | Étiquette | Qualité                                                       |
| ---------------------------------------- | ----------------------------- | -------------- | --------- | ------------------------------------------------------------- |
| Les données manquantes sont à compléter. |                               |                |           |                                                               |
| avant 1877                               | après 1879                    | Dequin         |           |                                                               |
| mars 2001                                | mai 2020                      | Claude Venant  | LR        | Retraité Fonction publique Réélu(e) pour le mandat 2014-2020, |
| mai 2020                                 | En cours (au 13 juillet 2020) | Isabelle Delot |           |                                                               |

## Démographie
L'évolution du nombre d'habitants est connue à travers les recensements de la population effectués dans la commune depuis 1793. Pour les communes de moins de 10 000 habitants, une enquête de recensement portant sur toute la population est réalisée tous les cinq ans, les populations de référence des années intermédiaires étant quant à elles estimées par interpolation ou extrapolation. Pour la commune, le premier recensement exhaustif entrant dans le cadre du nouveau dispositif a été réalisé en 2006.

En 2022, la commune comptait 596 habitants, en évolution de −9,97 % par rapport à 2016 (Aisne : −1,97 %, France hors Mayotte : +2,11 %).
| 1793 | 1800 | 1806 | 1821 | 1831 | 1836 | 1841 | 1846 | 1851 |
| ---- | ---- | ---- | ---- | ---- | ---- | ---- | ---- | ---- |
| 163  | 167  | 169  | 313  | 423  | 412  | 431  | 168  | 216  |

| 1856 | 1861 | 1866 | 1872 | 1876 | 1881 | 1886  | 1891  | 1896  |
| ---- | ---- | ---- | ---- | ---- | ---- | ----- | ----- | ----- |
| 172  | 172  | 232  | 744  | 862  | 968  | 1 123 | 1 209 | 1 316 |

| 1901  | 1906  | 1911  | 1921 | 1926 | 1931  | 1936  | 1946 | 1954  |
| ----- | ----- | ----- | ---- | ---- | ----- | ----- | ---- | ----- |
| 1 376 | 1 424 | 1 506 | 417  | 867  | 1 101 | 1 325 | 992  | 1 486 |

| 1962  | 1968  | 1975  | 1982  | 1990  | 1999 | 2006 | 2011 | 2016 |
| ----- | ----- | ----- | ----- | ----- | ---- | ---- | ---- | ---- |
| 1 872 | 2 024 | 2 039 | 1 490 | 1 070 | 775  | 769  | 772  | 662  |

| 2021 | 2022 | - | - | - | - | - | - | - |
| ---- | ---- | - | - | - | - | - | - | - |
| 617  | 596  | - | - | - | - | - | - | - |

## Lieux et monuments

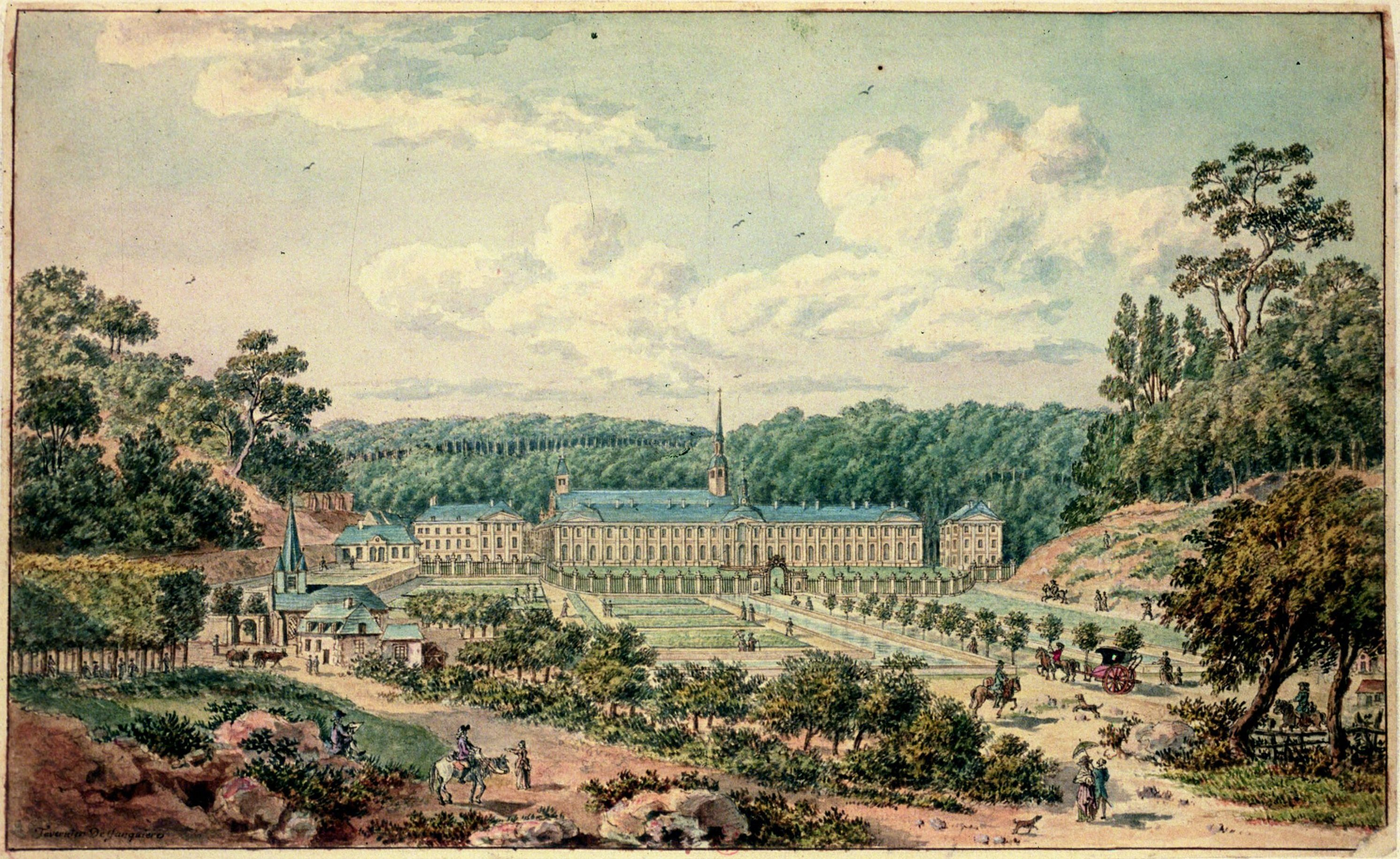
L'abbaye de Prémontré, XVIIIe siècle.

- Abbaye de Prémontré.
- Chapelle de l'abbaye de Prémontré.
- Vestiges de l'église Saint-Norbert.

## Personnalités liées à la commune
- Saint Norbert de Xanten (vers 1080-1134), fondateur de l'ordre des Prémontrés.
- Paul Deviolaine (1799-1899), industriel et homme politique, directeur de la verrerie de la commune.
- Charles Desteuque, dit l'Intrépide Vide-Bouteilles (1851-1897), critique dramatique y est mort.
- Adolphe Grisel (1872-1942), athlète de sprint, de sauts et de de lancers, gymnaste, haltérophile puis joueur de rugby à XV, dispute plusieurs épreuves aux Jeux olympiques de 1896 s'y est marié le 8 mai 1907.